# Por Amor de Ti, Oh Brasil
Por Amor de Ti, Oh Brasil é o nono álbum ao vivo da banda brasileira Diante do Trono, gravado e lançado em 2006.
Com recepções mistas a negativas da mídia especializada, o álbum é considerado um dos menos criativos e dinâmicos da banda.
Vendas
O CD vendeu mais de 300.000 cópias, recebendo a certificação de Platina Triplo. O DVD vendeu mais de 60.000 cópias, sendo certificado como Disco de Platina.

## História
| Críticas profissionais | Críticas profissionais |
| Avaliações da crítica  | Avaliações da crítica  |
| Fonte                  | Avaliação              |
| ---------------------- | ---------------------- |
| Super Gospel           | (mista)                |
| O Propagador           | [ 2 ]                  |

No anterior à gravação do Por Amor de Ti, Oh Brasil, o grupo mineiro lançou o álbum Ainda Existe Uma Cruz, gravado nas margens do Lago Guaíba, em Porto Alegre.
A gravação do Por Amor de Ti, Oh Brasil ocorreu na Arena Yamada, em Ananindeua, Pará, com um coral vestido das cores do Brasil. Inicialmente era esperado um público de 300 mil pessoas mas só 80 mil estiveram presentes. O Diante do Trono colocou telões no estacionamento da Arena pois eles acreditavam que o local iria lotar, mas os telões não foram usados porque todo o público se concentrou dentro da Arena.
A faixa-título foi regravada posteriormente para o álbum comemorativo Tempo de festa. A faixa "Rei dos reis" está presente no álbum comemorativo Com intensidade, e posteriormente foi regravada no álbum Tu reinas, como parte de um pot-pourri com a canção "Cordeiro e Leão" do álbum seguinte a este. Já a faixa 8 do álbum, "Tu reinas", tornou-se faixa-título do álbum de regravações lançado pelo grupo em 2014, sendo o primeiro single do trabalho.

## Faixas
Todas as faixas escritas e compostas por Ana Paula Valadão. 
| N.º | Título                      | Duração |  |
| 1.  | "Na Terra Seca"             | 6:57    |  |
| 2.  | "Onde eu Tocar"             | 4:59    |  |
| 3.  | "Santo como Tu És"          | 7:13    |  |
| 4.  | "Rei dos Reis"              | 6:18    |  |
| 5.  | "Tu És o Remédio"           | 9:43    |  |
| 6.  | "Não Haverá Impossíveis"    | 6:08    |  |
| 7.  | "Por Amor de Ti, Oh Brasil" | 5:57    |  |
| 8.  | "Tu Reinas"                 | 5:12    |  |
| 9.  | "Espontâneo 1"              | 4:22    |  |
| 10. | "Espontâneo 2"              | 2:11    |  |
| 11. | "Te Entronizamos"           | 8:41    |  |
| 12. | "Teu Domínio não Terá Fim"  | 5:59    |  |

DVD
| Título                    | Solita(s)                                       |
| ------------------------- | ----------------------------------------------- |
| Abertura                  | Ana Paula Valadão                               |
| Na Terra Seca             | Ana Paula Valadão                               |
| Onde Eu Tocar             | Ana Paula Valadão                               |
| Santo Como Tu és          | Ana Paula Valadão                               |
| Espontâneo 1              | Ana Paula Valadão                               |
| Rei dos Reis              | Ana Paula Valadão                               |
| Espontâneo 2              | Ana Paula Valadão                               |
| Tu és o Remédio           | André Valadão                                   |
| Espontâneo 3              | André Valadão                                   |
| Não Haverá Impossíveis    | Ana Paula Valadão                               |
| Por Amor de Ti, Oh Brasil | Ana Paula Valadão                               |
| Palavra Sobre Isaías 62   | Pr. Márcio Valadão                              |
| Ato Profético Pelo Brasil | Ana Paula Valadão                               |
| Tu Reinas                 | Ana Paula Valadão                               |
| Espontâneo 4              | Ana Paula Valadão                               |
| Te Entronizamos           | Ana Paula Valadão                               |
| Teu Domínio Não Terá Fim  | Ana Paula Valadão                               |
| Espontâneo 5              | Ana Paula Valadão, Nívea Soares e André Valadão |

Extras
- Making Of
- Palavra Pr. Gustavo Bessa
- Música Inédita: Casa do Pão
- Testemunho Família Valadão
- Ficha Técnica